# Albert Courquin (football)
Pour les articles homonymes, voir Albert Courquin.
Albert Courquin, né le 5 août 1898  à Bourbourg (Nord) et mort le 2 février 1940 à Saint-Pol-sur-Ternoise (Pas-de-Calais), est un footballeur français évoluant au poste de milieu de terrain.

## Carrière
Albert Courquin a évolué à l'AS Française, au Red Star et à l'Olympique lillois de 1921 à 1922, puis de nouveau au Red Star. 
Il obtient sa première et unique sélection en équipe de France de football lors de cette saison. Le milieu de terrain affronte sous le maillot bleu lors d'un match amical l'équipe de Belgique de football et les Français l'emportent sur le score de deux buts à un.
Rappelé à l’activité militaire en août 1939, affecté au 513e Bataillon régional, Courquin sera vite réformé au motif d’une néphrite hypertensive dont il décédera une semaine plus tard chez lui, à Saint-Pol-en-Ternoise le 2 février 1940 à l'âge de 41 ans.